# Fortin du Restefond
 (septembre 2009).
Le fortin du Restefond, ou casernement du Restefond, est une caserne située à 2 558 m d’altitude, à environ 2 km en dessous du faux col de Restefond, en descendant vers Jausiers (Alpes-de-Haute-Provence), au pied du Restefond.
Antérieur aux casernements construits dans le cadre de la loi Maginot, le fortin a été utilisé pendant la construction des ouvrages Maginot du secteur Restefond et a servi aussi de base logistique arrière pendant les combats de juin 1940 (bataille des Alpes).

## Construction

### Au début duXXesiècle
Le site du Restefond, situé en bas du col, a commencé à être occupé de façon régulière par l’armée dans les années 1890-1900 et, en 1901, le génie décide d’y construire un baraquement défensif pouvant héberger trois compagnies. Les travaux de construction du fortin défensif commencent en 1901, avec la participation de plusieurs unités de chasseurs à pied ainsi que de celle du 4e régiment du génie, et s’achèvent en 1906. Le fortin est composé de quatre bâtiments :
- trois bâtiments, de forme rectangulaire, pouvant accueillir une compagnie chacun, disposés en U autour d'une cour centrale dont le quatrième côté est fermé par une courtine. Ils n’ont pas d’étage et leur mur extérieur est percé de créneaux de tir, l’ensemble étant flanqué de bastionnets[2]. Le bâtiment situé au fond donne sur la cour par une galerie construite en briques rouges. Dans l’un des bâtiments il y avait initialement plusieurs magasins ainsi qu’un four à pain ;
- un petit bâtiment carré, situé près de l'entrée, qui constitue le corps de garde du fortin.

### Entre 1912 et 1913
Entre 1912 et 1913, plusieurs autres bâtiments sont également aménagés aux alentours : 
- le pavillon des officiers, élevé sur deux niveaux, situé un peu au-dessus du fortin, à gauche de la route (il a été détruit en 2003 car il était devenu dangereux vu son état) ;
- une cuisine couverte d'un appentis, située en bas du fortin, à droite de la route (elle a aussi été détruite en 2003 pour les mêmes raisons que le fortin) ;
- une infirmerie, située en bordure de route, sur la droite ;
- quatre écuries, situées toujours en bordure de route mais un peu plus bas, sur la gauche.  Certaines écuries ont été détruites mais d’autres ont été réaménagées avant leur réutilisation par l’armée ces dernières années.

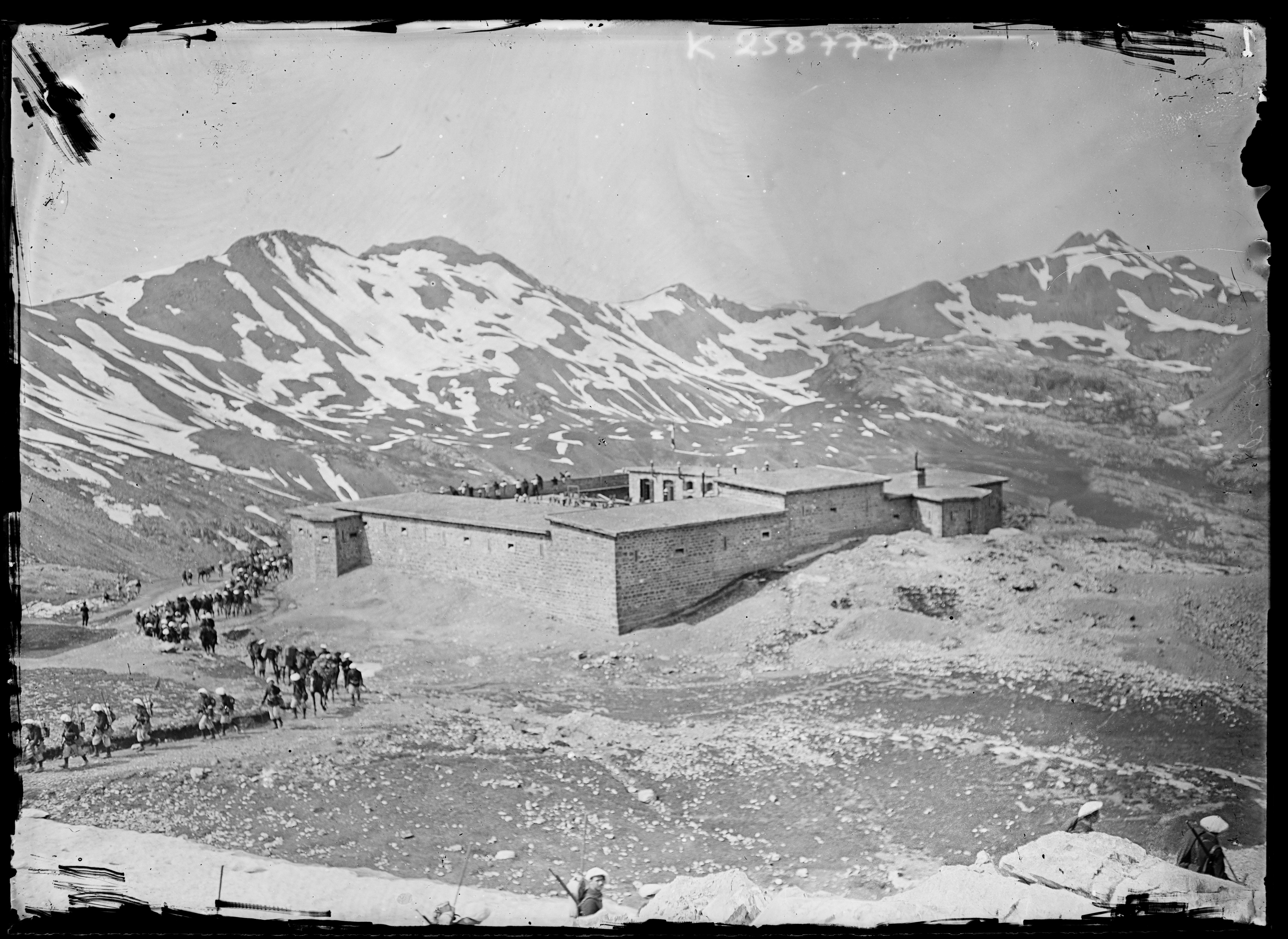
Le fortin de Restefond lors du passage de soldats du de chasseurs, en manœuvres le 28 Juillet 1912 (photo de Raymond Lavagne pour l'agence Rol).

### Entre 1930 et 1940
Avec la construction des ouvrages Maginot, l’activité du fortin s'accélère à partir de 1931.
Un téléphérique est tiré sur près de six kilomètres entre le casernement et le lieu-dit la Prégonde situé plus bas, en bordure de la route de Jausiers. Plusieurs baraquements en bois sont également aménagés à proximité, où même plus loin, comme celui appelé poste de la Cabane Noire, à près de sept kilomètres en dessous du fortin et en bordure de la route de Jausiers. Le fortin sert alors de PC au lieutenant-colonel Soyer, commandant le sous-secteur de Jausiers et de casernement aux nombreuses troupes formant la main-d'œuvre militaire qui construit les ouvrages tandis que ses abords sont utilisés pour entreposer le matériel de génie ou les équipements des forts.

## État actuel
Plusieurs ouvrages, et en particulier celui du col de Restefond, n’ayant pas été achevés au début des hostilités en juin 1940, certaines pièces d’équipement ont été laissées sur place et y sont toujours visibles (cloches GFM, plates-formes, trémies pour mortier de casemate, etc.) ; certaines cloches ont, semble-t-il, été enlevées ces dernières années.
À l’exception des anciennes écuries qui avaient été restaurées par l'armée et qui étaient toujours utilisées par le Centre d'instruction et d'entraînement au combat en montagne (CIECM), les autres bâtiments sont totalement abandonnés et ouverts à tous vents ; après la dissolution du CIECM le 10 juin 2009, il est à craindre que l’état global du site ne se dégrade de façon accélérée et irrémédiable.

## Galerie

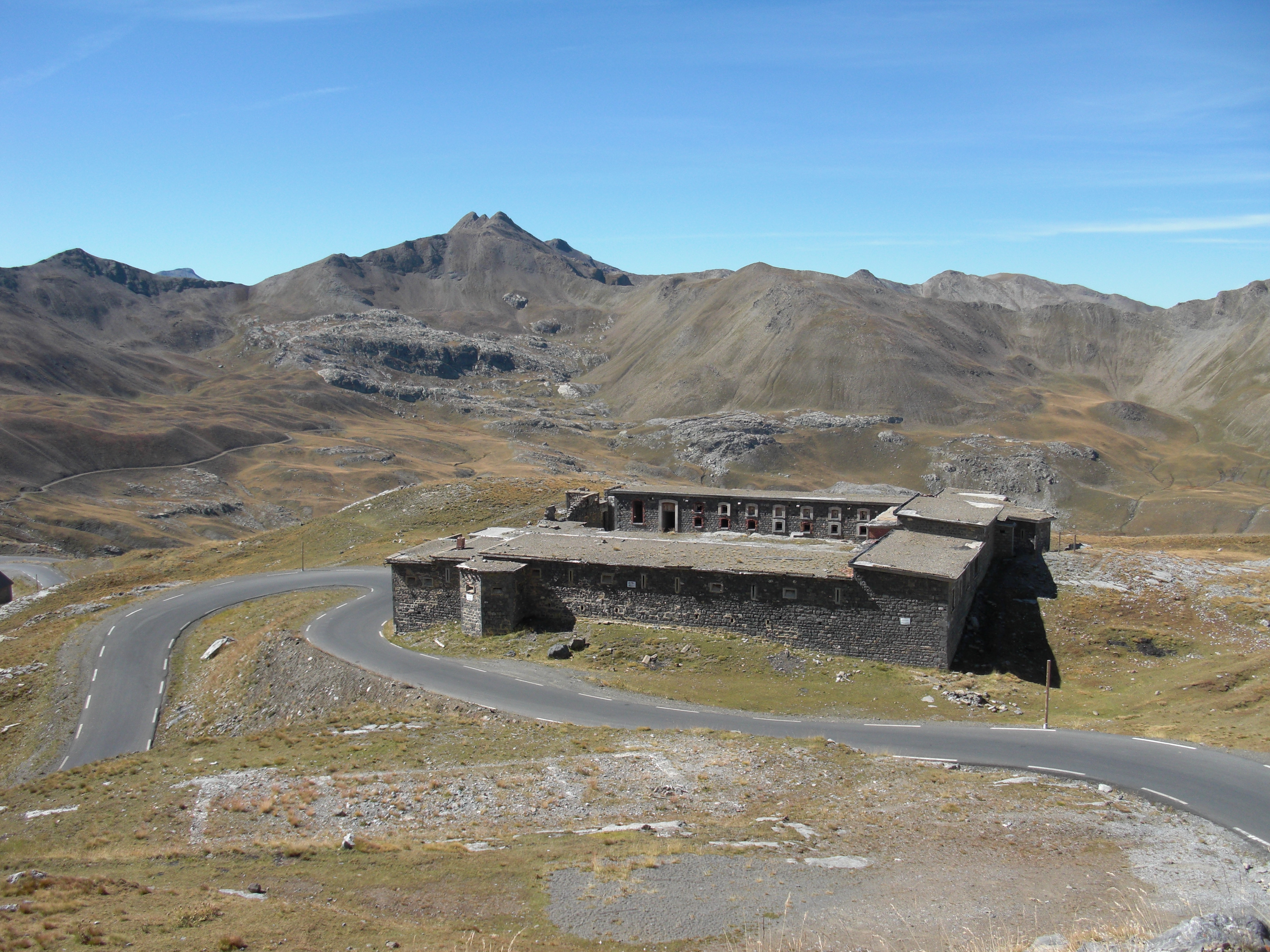
Caserne de Restefond.
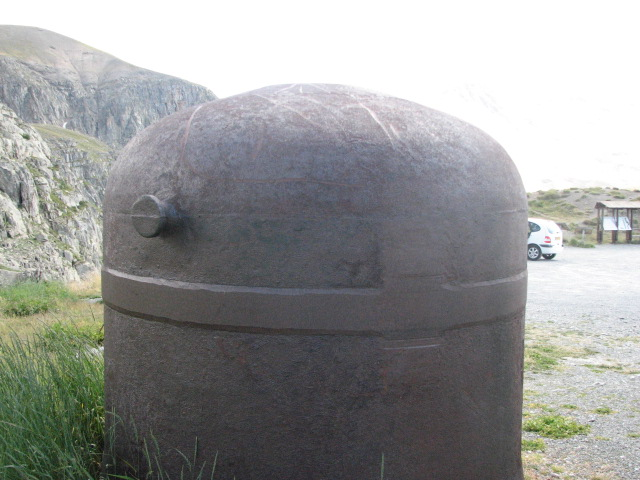
Cloche GFM non percée.
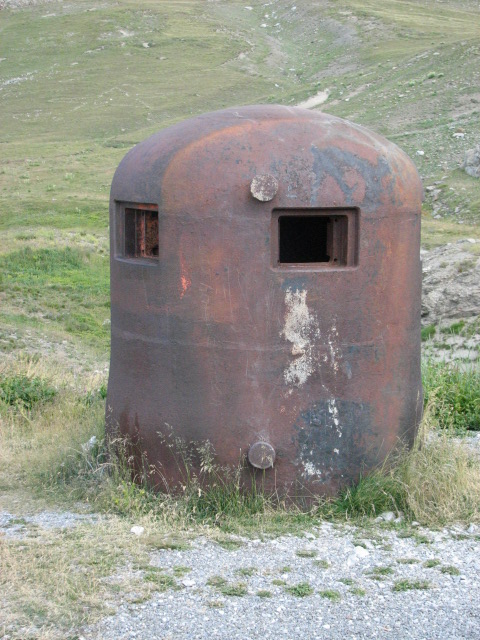
Cloche GFM.
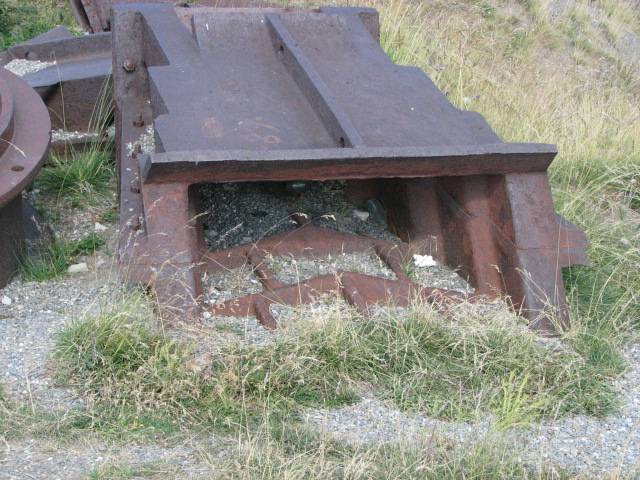
Trémie de mortier.
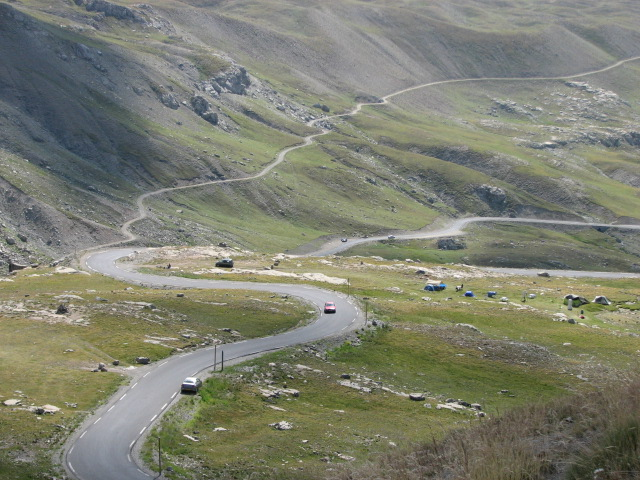
Route descendant vers Jausiers.